# Oligositoides semicinctum
Oligositoides semicinctum is een vliesvleugelig insect uit de familie Trichogrammatidae. De wetenschappelijke naam is voor het eerst geldig gepubliceerd in 1969 door De Santis.